# Enmenana
Enmenana war Tochter Naram-Sîns und als Entum-Priesterin des Mondgottes Nanna von diesem in Ur installiert. Bei Ausgrabungen wurden mehrere ihrer Objekte, darunter auch Siegel, gefunden.